# Gaby Wood
Pour les articles homonymes, voir Wood.
Gaby Wood (née en 1971) est une journaliste britannique et critique littéraire au Daily Telegraph. Elle est directrice littéraire de la Booker Prize Foundation depuis 2015.

## Biographie
Gaby Wood étudie la littérature française à l'université de Cambridge et est lauréate de la bourse Harper-Wood de St John's College en 1999,. Elle devient journaliste à l'Observer en 2002, et occupe différents postes, notamment comme correspondante du magazine à New York pendant sept ans. 
Elle publie Living Dolls: A Magical History of the Quest for Mechanical Life en 2002. Ce livre « rempli de détails curieux et d'anecdotes », est sélectionné pour le National Book Critics Circle Award en 2003. Elle obtient le fellowship Cullman 2007-2008 de la New York Public Library. 
Elle dirige la rubrique littéraire du Daily Telegraph de 2010 à 2015,. Elle écrit également dans plusieurs magazines, notamment la London Review of Books, The Guardian, et l'édition américain deVogue. Elle préside le prix Booker 2011. 
Wood est nommée directrice littéraire de la Booker Prize Foundation en avril 2015,,.

## Vie privée
Wood est la fille de Michael Wood, professeur émérite en anglais à l'université de Princeton. Elle a deux filles.

## Publications
- The Smallest Of All Persons Mentioned In The Records Of Littleness,, Profile Books, 1998  (ISBN 978-1861970886)
- Living Dolls: A Magical History of the Quest for Mechanical Life, Faber et Faber, 2002,  (ISBN 978-0571178797)
  - Édition américaine : Edison's Eve: A Magical History of the Quest for Mechanical Life, Alfred A. Knopf, 2002,  (ISBN 978-0679451129)
  - Traduction française : Le Rêve de l'homme-machine : de l'automate à l'androïde  (trad. Sébastien Marty), Paris, Autrement, 2005.